# Adelby
Adelby er et sogn i Sydslesvig i det nordlige Tyskland, beliggende i det østlige Flensborg, tidligere Husby Herred, nu i Flensborg-bydele Engelsby, Fruerlund, Jørgensgaard, Tarup, Sønderup, Adelbylund og i den selvstændige landkommune Tostrup. Kirken selv ligger i Tarup.
Sognets navn er en minde om den forhenværende landsby Adelby, som lå her ved kirken. Allerede i middelalderen blev en række udflytterbyer (torper) fra Adelby etableret. Der kan nævnes Adelbylund (Angelsund), Engelsby, Fruerlund, Tarup og Tved. Tvedskov var senere igen en aflægger af Tved. Dertil kom en række kådnerbyer som Fruerlundskov, Katgab, Vejrgab eller Sønderup. Kernebyen Adelby blev efterhånden helt opgivet til fordel for en af mange udflytterbyer (torper) omkring. Kun sognet med Adelby Kirke blev bestående.
Adelby sogn strakte sig fra Tvedskov og Farnæsodde i nord til Tostrup (Tåstrup) i syd og fra Fuglsang og Troelsby i øst til Sankt Jørgen-kvarteret med Ballastbroen og Hulvejene (Bredebjerg, nu Lyksborg− og Kappelgade) ved Flensborgs bygrænse i vest. Dertil kom landsbyer og bebyggelser Bloksbjerg, Bussesig, Engelsby, Fruerlund, Fruerlundskov, Kavslund, Kors, Jørgensby, Katgab, Kilseng, Klosterskov, Mørvig, Osbæk, Skidegad, Tarup, Tved, Tvedmark, Vandløs og Vejrgab. Største besiddelser i sognet var de tre enkeltgårde Store Adelbylund (senere Hollændergaard), Lille Adelbylund og Sønderupgaard.
For at undgå indlemmelsen i Flensborg Kommune, havde landkommunerne Tarup, Sønderup (med Adelbylund) og Tostrup i 1966 dannet den nye kommune Adelby på baggrund af Adelby Sogn. Til trods for dette blev Adelbylund i 1970 indlemmet i Flensborg, Tarup og Sønderup fulgte 1974. Kun Tostrup foreblev som selvstændig kommune.

## Kendte fra Adelby
- Jens Petersen Lund (1731 - 1794), dansk maler
- Claus Ovesen (5. okt. 1816 - 31. jan. 1881), dansk officer og vejbygningsingeniør